# Joe Slovo
Joe Slovo, właśc. Yossel Mashel Slovo (ur. 23 maja 1926 w Abelach, zm. 6 stycznia 1995 w Johannesburgu) – południowoafrykański prawnik i działacz polityczny.
Urodził się w żydowskiej rodzinie na Litwie. W 1935 jego rodzina wyemigrowała do Południowej Afryki. W wieku 13 lat opuścił szkołę, 3 lata później wstąpił do Południowoafrykańskiej Partii Komunistycznej, która wówczas była jedyną wielorasową organizacją w RPA. Po odbyciu służby wojskowej studiował prawo na University of Witwatersrand, gdzie zaprzyjaźnił się z Nelsonem Mandelą. W 1950 partia komunistyczna została zdelegalizowana, a Slovo otrzymał w 1954 zakaz działalności politycznej, w związku z czym zaczął udzielać porad prawnych czarnym dysydentom. W 1955 pomógł działaczom Afrykańskiego Kongresu Narodowego założyć Freedom Charter, a w 1961 pracował przy formowaniu jej zbrojnego skrzydła – Umkhonto we Sizwe (Włócznia Narodu). Po aresztowaniu w 1963 liderów Afrykańskiego Kongresu Narodowego wyemigrował, kontynuując działalność w Południowoafrykańskiej Partii Komunistycznej, której 1984–1987 (i ponownie 1991–1995 r.) był przewodniczącym, a 1987–1991 sekretarzem generalnym. Po wypuszczeniu z więzienia Nelsona Mandeli w 1990, Slovo wrócił do Johannesburga. W 1994 został ministrem gospodarki w pierwszym wielorasowym rządzie RPA.
W 1993 znalazł się na drugim miejscu na liście osób, które Clive Derby-Lewis polecił zabić Januszowi Walusiowi.